# Walter C. Dowling
Walter Cecil Dowling (* 4. August 1905 in Atkinson, Georgia; † 30. Juni 1977 in Savannah, Georgia) war ein US-amerikanischer Diplomat.

## Leben
1925 schloss Dowling sein Studium an der Mercer University mit dem B.A. ab und arbeitete danach im Bankwesen. 1931 besuchte er die Diplomatenschule und trat in den Diplomatischen Dienst ein. Von 1932 bis 1936 war seine erste Stellung die des Vizekonsuls in Oslo, danach kam er nach Lissabon. 1938 wurde er an die Botschaft in Rom versetzt, 1941 dann nach Rio de Janeiro. 1945 kehrte er als Konsul nach Rom zurück, im selben Jahr kam er in die Südeuropa-Abteilung in der Zentrale. 1949 wurde er Legationsrat in Wien und im folgenden Jahr dort Stellvertretender Hochkommissar. 1953 kam er in gleicher Funktion nach Bonn, zwei Jahre später wurde er minister-counsellor. 1956 wurde er Botschafter in Seoul und 1959 bis 1963 in Deutschland.

## Auszeichnungen
- 1963: Großes Goldenes Ehrenzeichen mit dem Stern für Verdienste um die Republik Österreich[1]